# Erebia storcki
Erebia storcki är en fjärilsart som beskrevs av Fischer 1937. Erebia storcki ingår i släktet Erebia och familjen praktfjärilar. Inga underarter finns listade i Catalogue of Life.